# Armadillo euthele
Armadillo euthele is een pissebed uit de familie Armadillidae. De wetenschappelijke naam van de soort is voor het eerst geldig gepubliceerd in 1958 door Barnard.